# Schimanski: Das Geheimnis des Golem
Das Geheimnis des Golem ist ein Fernsehfilm aus der Kriminalreihe Schimanski der ARD.
Der Film wurde von Colonia Media produziert und am 11. Januar 2004 zum ersten Mal gesendet. Er ist die 12. Folge der Schimanski-Reihe mit Götz George.

## Handlung
Marie-Claire hat Geburtstag und Schimanski versucht in Antwerpen das Tafelsilber seiner Großmutter für ein Geschenk zu verkaufen. Als ihm ein Junge die Erbstücke stiehlt, verfolgt er diesen und rettet den Juden David Rosenfeldt vor einem Räuber, der gerade versucht ihm gewaltsam die Aktentasche abzunehmen. Rosenfeldt bietet ihm viel Geld, wenn er ihn nach Duisburg begleitet. Im Koffer, den er bei sich trägt, ist etwas Wichtiges, das einem Ari Goldmann gehört, den er „töten“ muss. Also entscheidet sich Schimmi, um ihn vor Schwierigkeiten zu bewahren, ihn zu begleiten. In Duisburg versteckt er ihn in seiner Wohnung und sucht einen sicheren Platz für den Koffer. Er öffnet ihn und findet ein Notizbuch, das er an sich nimmt. Den Koffer versteckt er auf dem Polizeirevier von Hunger und Hänschen. Dort gibt man ihm auf die Frage wer Goldmann sei, nur die Antwort, dass es sich um einen israelischen Agenten handle, der gesucht werde. Schimmi sucht Goldmanns überwachte Wohnung auf und wird von Lea unter Waffengewalt in einen Schrank gesperrt. Währenddessen öffnet Rosenfeldt, trotz Schimanskis Verbot, die Haustür und wird ermordet, da er auf eine falsche Stimme hereinfällt. 

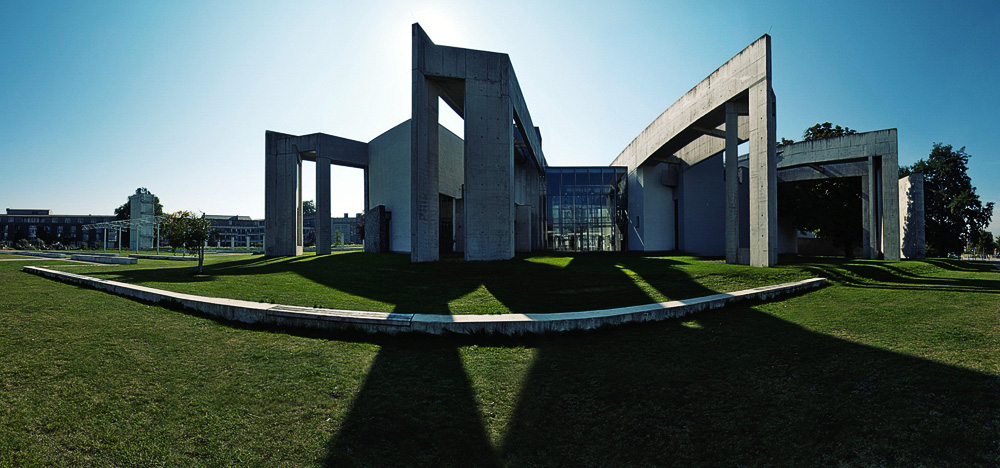
Die von Schimanski aufgesuchte Synagoge in Duisburg

Schimanski entdeckt den toten Rosenfeldt und Hänschen erscheint an der Tür. Leider muss er ihn festnehmen und Schimanski wird von König, einem alten Kumpel Hungers und Ermittler des Staatsschutzes, verhört. König würde ihn gehen lassen, wenn er ihm das Notizbuch gebe. Als Hunger und Hänschen ihn zum Staatsanwalt überführen wollen, entflieht Schimanski. König löst daraufhin eine Großfahndung aus. Schimmi wendet sich, nachdem er eine Kurzvisite in seiner Wohnung gemacht hat, an Herrn Fränckel aus der Jüdischen Gemeinde. Dieser gibt ihm zum Thema Goldmann zu verstehen, dass es sich um einen unbekannten Gönner handelt, der u. a. Geld für jüdische Projekte in Israel spende. Schimmi leiht sich Fränckels Mercedes und macht sich auf nach Antwerpen. Dort verfolgt er per Zufall Lea zum Restaurant Rosenfeldt und nimmt sie sich auf dem Dach vor. Sie behauptet Lea Kaminski, Beamtin der Belgischen Polizei zu sein und verschafft ihm einen Job im Restaurant. Nebenbei übergibt er das Buch Rabbiner Ginsburg, der ihm erklärt, dass es sich um ein Buch mit verschlüsselten Kontonummern handelt. Er zeigt ihm das Grab von Goldmann, der mit ihm und Rosenfeldt zusammen im KZ Mauthausen war. Die Konten wurden von Juden vor dem Zweiten Weltkrieg angelegt und später von Rosenfeldt in Goldmanns Namen für die Spenden genutzt, damit sie aufgrund seines Todes nicht aufgelöst würden. Ein Bonbonpapier mit zwei weiteren Nummern gibt ihnen ein weiteres Rätsel auf.
Als Schimanski und Lea am Abend ausgelassen feiern, fährt Marie-Claire vorbei, die anhand einer Telefonnummer Schimmis Standort herausgefunden hat. Sie verlässt eifersüchtig die Szene, als Schimanski hinterher kommt und von Unbekannten in einen Bus geschleift wird. In einer Großschlachterei wird er gefoltert, damit er seine Erkenntnisse und das Buch preisgibt.
Schimanski erwacht in der Synagoge bei Rabbiner Ginsburg, der die Zahlen auf dem Bonbonpapier entschlüsselt hat. Die erste bedeutet Golem und weist auf die Konten hin, die Rosenfeldt auflösen wollte, damit sie nicht in falsche Hände fallen. Wenig später erweist sich die zweite Nummer als das hebräische Wort für König. Schimanski stellt Hunger in Duisburg zur Rede und verdächtigt König ein falsches Spiel zu spielen. Inzwischen ist Marie-Claire von König gekidnappt worden. Aufgrund eines Videos bekommt Schimanski die Anweisung, das Buch im Güterbahnhof gegen seine Freundin auszutauschen. Während Schimmi Marie-Claire dort befreit und das Buch deponiert, kommt es zu einem Zusammenstoß zwischen Königs Leuten und Lea. Gil, Leas Freund aus dem Restaurant, entpuppt sich als Handlanger Königs wird aber von Marie-Claire niedergeschlagen. Lea kann sich das Buch sichern. Doch dann gerät Schimmi König in die Quere und wird durch eine Schusswunde verletzt. Hunger taucht auf und fordert König auf, Schimanski gehen zu lassen und aufzugeben. König zieht es vor Selbstmord zu begehen.
Im Krankenhaus überreicht Schimanski seiner Lebensgefährtin einen Ring zum Geburtstag und erfährt zuvor von Lea, dass das Buch längst wertlos war, da die Konten seit Jahresbeginn erloschen waren. Sie möchte das Buch als Erinnerung an ihren Vater Ari Goldmann behalten.

## Auszeichnungen
Die Folge war zusammen mit Asyl 2004 für den Emmy nominiert.